# Pachyplectrus laevis
Pachyplectrus laevis är en skalbaggsart som beskrevs av Leconte 1874. Pachyplectrus laevis ingår i släktet Pachyplectrus och familjen Hybosoridae. Inga underarter finns listade i Catalogue of Life.